# حامد عز الدين
الأستاذ حامد محمود عز الدين، مُدير عام وكالة الأخبار العربية – أولى وكالات الاخبار التلفزيونية المصورة. حصل على درجة الماجستير في الصحافة من باريس (العاصمة الفرنسية). وفي عام 1979 م حصل على بكالوريوس الصحافة في كلية الاعلام جامعة القاهرة.

## التاريخ العملي
- تولى منصب المستشار الإعلامي لمجلس الأمة الكويتي منذ أبريل/ 1997/ وحتى أغسطس/ 2005/
- مدير تحرير الانباء الكويتية في 2 / 2 / 2004
- مدير تحرير السياسة اليومية الكويتية منذ /1994 /وحتى/ 1996/
- مؤسس ومستشار تحرير الميدان اليومية المصرية منذ /1996 /وحتى /1997/
- مدير تحرير الشرق اليومية القطرية منذ /1991/ وحتى/1994/
- رئيس القسم الخارجي ثم مساعدا رئيس تحرير الاخبار العام /1990/
- عضو مجلس تحرير مجلة Europe التي تصدر باللغات الإنكليزية والفرنسية والألمانية عام /1989/
- مدير تحرير مجلة الاهلي الرياضي الاسبوعية منذ /1982/ وحتى/1985/
- صحفي بمؤسسة أخبار اليوم منذ/1980/ حتى الآن

## حوارات وتغطيات صحفية
- «كورت فالدهايم» المستشار النمساوي.
- أمين عام الامم المتحدة.
- ماريو سولديش رئيس البرتغال.
- الرئيس حافظ الأسد.
- منظمة مؤتمر مدريد للسلام في الشرق الأوسط.
- سقوط شاوشيسكو في رومانيا.
- انهيار حائط برلين.
- مؤتمرات القمة العربية خلال الفترة من /2004/ إلى/ 2008/.
- تأليف /10/ كتب في السياسة والفن والرياضة.
- ترجمة نحو / 30/ كتاب من اللغتين الإنكليزية والفرنسية إلى اللغة العربية.

## مقالات يومية وأسبوعية في العديد من الصحف
- الاخبار
- أخبار اليوم
- الوفد
- الشرق
- السياسية
- الأنباء
- الدستور الكويتية
- الخليج الامارتية
- المنار الشهرية
- أوروبا الشهرية باللغة الإنكليزية

## مشاركات
- عضو نقابة الصحافيين العرب وجهة الصحافيين الكويتية.
- عضو اتحاد الصحافيين العرب واتحاد الصحافة الدولية.

## أخرى
مُعلق إذاعي وتلفزيوني على الأحداث السياسية في كل من:
- التلفزيون المصري
- تلفزيون مسقط
- تلفزيون وإذاعة الكويت
- B.B.C
- التلفزيون السوري